# Bulbophyllum mutabile
Bulbophyllum mutabile är en orkidéart som först beskrevs av Carl Ludwig von Blume, och fick sitt nu gällande namn av John Lindley. Bulbophyllum mutabile ingår i släktet Bulbophyllum och familjen orkidéer.

## Underarter
Arten delas in i följande underarter:
- B. m. mutabile
- B. m. obesum